# Tinticita
La tinticita és un mineral de la classe dels fosfats. Rep el seu nom del lloc on va ser descoberta l'any 1946, unes coves a prop de la mina Tintic Standard, al Districte East Tintic, Dividend, Utah, Estats Units.

## Característiques
La tinticta és un fosfat de ferro amb fórmula Fe3+5,34(PO₄)3,62(VO₄)0,38(OH)₄·6,7H₂O que cristal·litza en el sistema triclínic. La seva duresa a l'escala de Mohs és de 2,5. És un mineral isostructural amb la kamarizaita.
Segons la classificació de Nickel-Strunz, la tinticta pertany a «08.DC: Fosfats, etc, només amb cations de mida mitjana, (OH, etc.):RO₄ = 1:1 i < 2:1» juntament amb els següents minerals: nissonita, eucroïta, legrandita, strashimirita, arthurita, earlshannonita, ojuelaita, whitmoreita, cobaltarthurita, bendadaita, kunatita, kleemanita, bermanita, coralloita, kovdorskita, ferristrunzita, ferrostrunzita, metavauxita, metavivianita, strunzita, beraunita, gordonita, laueita, mangangordonita, paravauxita, pseudolaueita, sigloita, stewartita, ushkovita, ferrolaueita, kastningita, maghrebita, nordgauita, vauxita, vantasselita, cacoxenita, gormanita, souzalita, kingita, wavel·lita, allanpringita, kribergita, mapimita, ogdensburgita, nevadaita i cloncurryita.

## Formació i jaciments
Es forma com a producte de la interacció de les solucions fosfatades derivades del guano de les ratapinyades que reaccionen a l'oxidació de la pirita en una cova, així com en roques que contenen apatita i jarosita. Sol trobar-se associada a altres minerals com: limonita, jarosita, carbonatofluorapatita, goethita o montgomeryita. Als territoris de parla catalana ha estat descrita a la mina Elvira (Gavà, Baix Llobregat), a les mines de Can Palomeres (Malgrat de Mar, Maresme), a les mines d'Alum de La Vilella Alta (Priorat) i a la pedrera del Turó de Montcada (Montcada i Reixac, Vallès Occidental).